# Stanley Kunitz
Stanley Jasspon Kunitz (Worcester, 29 luglio 1905 – Manhattan, 14 maggio 2006) è stato un poeta statunitense.

## Biografia
Stanley Kunitz nacque a Worcester, figlio degli immigrati ebrei lituani Yetta Helen e Solomon Z. Kunitz. Il padre si suicidò sei settimane prima della nascita di Stanley, il minore di tre figli. All'età di quindici anni, dopo la morte del secondo marito della madre, Kunitz se ne andò di casa e cominciò a lavorare in una macelleria. Nel 1926 si laureò summa cum laude in letteratura inglese e filosofia ad Harvard, dove conseguì anche la magistrale l'anno successivo. Gli fu rifiutata la possibilità di proseguire gli studi con un dottorato in quanto ebreo.
Dopo aver lavorato come giornalista per il The Worcester Telegram ed essersi dichiarato obiettore di coscienza durante la seconda guerra mondiale, dal 1946 ai primi anni ottanta insegnò in numerose diverse università, tra cui il Bennington College, l'Università del Washington, il Queens College, l'Università del Washington, la Brandeis University, l'Università Columbia, Yale, Università di Princeton e il Vassar College. Tra il 1930 e il 2005 pubblicò una dozzina di raccolte di poesie, che gli valsero grandi plausi da parte della critica. Nel 1985 vinse il National Book Award per Passing Through: The Later Poems, mentre nel 1959 aveva vinto il Premio Pulitzer per la poesia per Selected Poems, 1928-1958. Fu poeta laureato degli Stati Uniti per due volte, nel 1974 e nel 2000.
Nel corso della sua vita si sposò tre volte. Fu il marito di Helen Pearce dal 1930 al 1937 e, dopo il divorzio, si risposò con Elanor Evans, con cui rimase per ventun anni fino al 1958. Dopo il secondo divorzio si risposò immediatamente con Eilise Asher, con cui rimase fino alla morte della donna nel 2004. Due anni più tardi Kunitz morì all'età di cent'anni.